# PHALARIS
『PHALARIS』（ファラリス）は、日本のバンドDIR EN GREYのメジャー11作目のアルバム。

## 概要
前作『The Insulated World』以来、約4年振りとなるフルアルバム。
アルバムタイトルは古代ギリシアの僭主・ファラリスが考案したとされる拷問器具「ファラリスの雄牛」から着想を得て付けたという。
「完全生産限定盤」「初回生産限定盤」「通常盤」の3タイプで展開され、このうちDISC 2（「完全生産限定盤」「初回生産限定盤」に付属）には『GAUZE』収録の「mazohyst of decadence」と、9thシングル「ain't afraid to die」のリメイクを収録。更に「完全生産限定盤」のみに付属するDISC 3（Blu-ray・DVD）には、2021年6月に東京ガーデンシアターで開催されたライブ「疎外」の模様をフルサイズで収録。
DISC 2含め、全てのマスタリングは10thアルバム『The Insulated World』に引き続きBrian Gardnerが担当しているが、ミキシングエンジニアは先方のスケジュールの都合により二手に分かれて担当している。DISC 1は1･3･4･6･9曲目はCarl Bown、5･7･8･10･11曲目はDavid Bottrill、32ndシングルである2曲目はNeal Avronが担当。DISC 2のミキシングはかつて『ARCHE』『詩踏み』を担当していたTue Madsen。
2023年7月５日には２枚盤仕様のLPがほぼ１年越しでリリースされた。

## 記録
オリコン週間アルバムランキング(2022年06月27日付)では、初週で18,962枚を売り上げ、5位を獲得。

## 収録曲
全作詞：京　作曲・編曲：DIR EN GREY

### DISC 1
1. Schadenfreude
原曲は薫。約10分の長尺ナンバー。曲名は「シャーデンフロイデ」と読み、ドイツ語で「他人の不幸を喜ぶこと」という意味である。異なる二つの曲が合体して誕生した。
2. 朧
原曲は薫。
3. The Perfume of Sins
原曲は薫。本アルバムのリリースに先駆けて、ミュージッククリップが制作された。DIR EN GREYの楽曲の中では最も速いテンポのナンバー。
4. 13
原曲はDie。「サーティーン」と読む。
5. 現、忘我を喰らう
原曲はDie。
6. 落ちた事のある空
原曲は薫。シングルからミックスが変わっており、ボーカルを前面に出し、ギターの音圧を抑えたミックスとなっている。
7. 盲愛に処す
原曲は薫。
8. 響
原曲はDie。
9. Eddie
原曲はDie。
10. 御伽
原曲は薫。
11. カムイ
原曲は薫&Die。最後を飾る約9分の長尺バラード。

### DISC 2【CD】（初回生産限定盤/完全生産限定盤）
1. mazohyst of decadence
1stアルバム『GAUZE』収録曲の再録。リアレンジ自体は音源にする以前から、『THE UNWAVERING FACT OF TOMORROW TOUR2010-2011』以降のライブにて披露する際に行われていた。ライブでは歌詞や歌メロが常に様変わりしており、今回は『TOUR2013 TABULA RASA -揚羽ノ羽ノ夢ハ蛹-』以降に披露されたものが元となっている。しかしブックレットには歌詞は掲載されていない。
2. ain't afraid to die
9thシングルの再録。原曲にあったコーラスは入っていない。アウトロに歌が追加されており、フェードアウトではなく完奏して終了する。原曲から尺が僅かに短くなった。

### DISC 3【Blu-ray or DVD】（完全生産限定盤）
疎外
2021.6.5 東京ガーデンシアター
1. DOZING GREEN (Acoustic Ver.)
2. 絶縁体
3. 空谷の跫音
4. 人間を被る
5. Devote My Life
6. CLEVER SLEAZOID
7. DIFFERENT SENSE
8. 赫
9. Ranunculus
10. 谿壑の欲
11. The World of Mercy
12. 朧
13. かすみ
14. Followers
15. OBSCURE
16. 落ちた事のある空
17. Sustain the untruth
18. 激しさと、この胸の中で絡み付いた灼熱の闇

### 【２LP】（2023.7.5 RELEASE）
DISK 1 [SIDE A]
1. Schadenfreude
2. 朧

DISK 1 [SIDE B]
1. The Perfume of Sins
2. 13
3. 現、忘我を喰らう

DISK 2 [SIDE C]
1. 落ちた事のある空
2. 盲愛に処す
3. 響
4. Eddie

DISK 2 [SIDE D]
1. 御伽
2. カムイ